# Julius Lessing

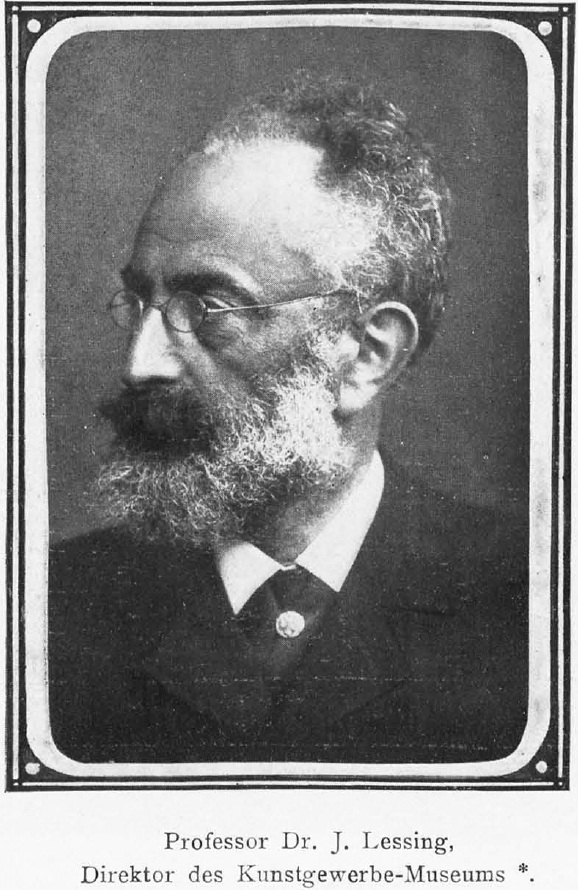
Julius Lessing, 1907

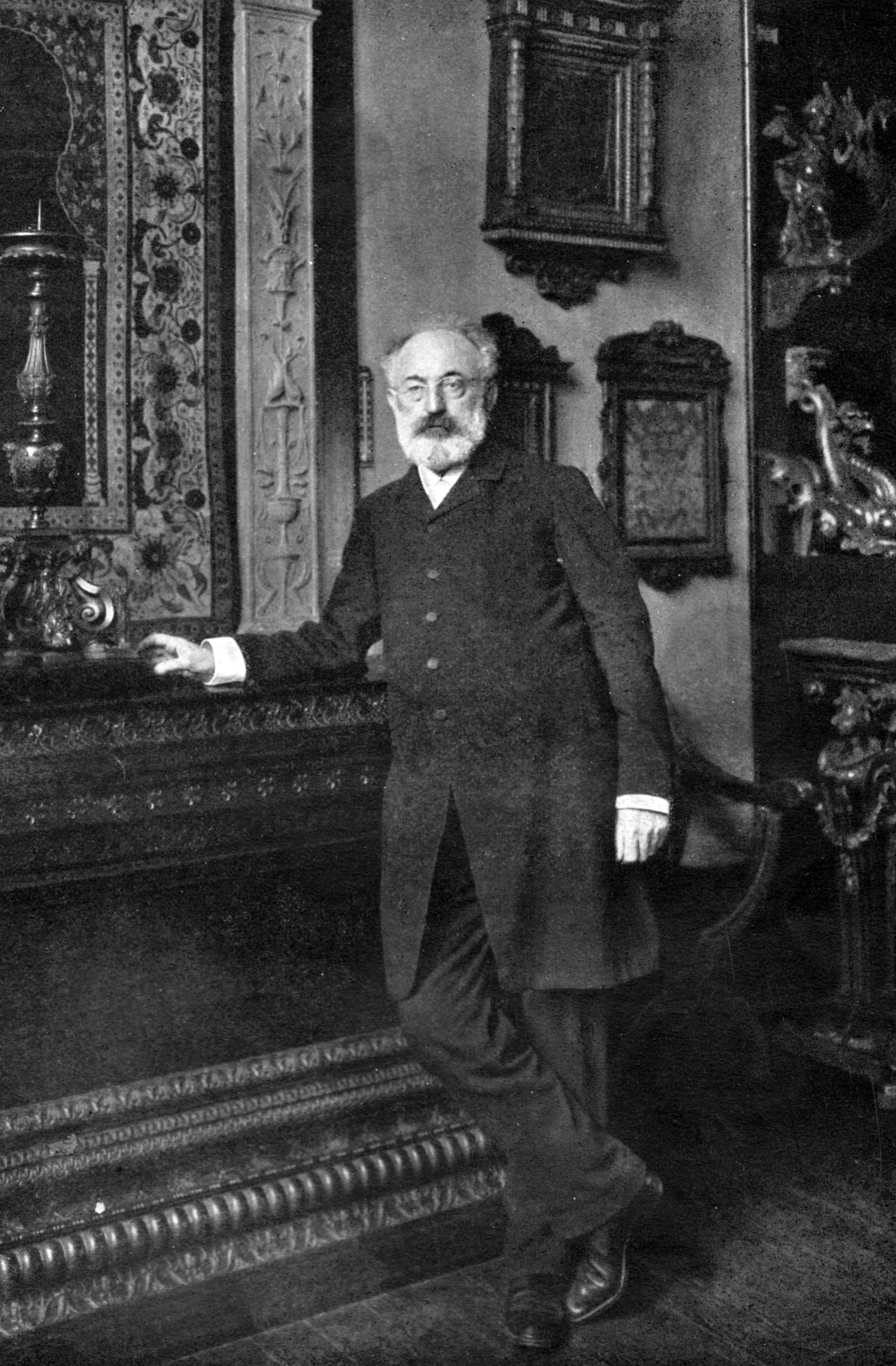
Julius Lessing, ca. 1908

Julius Lessing (* 20. September 1843 in Stettin; † 13. März 1908 in Berlin) war ein deutscher Kunsthistoriker und erster Sammlungsdirektor des Berliner Kunstgewerbemuseums.

## Leben
Julius Lessing wurde als Sohn eines jüdischen Händlers mit Kleidung und Schiffsausrüstung geboren und wurde nach dem frühen Tod seines Vaters von seiner Mutter erzogen. Er besuchte das Marienstiftsgymnasium in Stettin und studierte an den Universitäten von Berlin und Bonn Klassische Philologie und Klassische Archäologie. Während seines Studiums wurde er 1863 Mitglied der Berliner Burschenschaft Arminia. Nach seiner Promotion in Bonn 1866, unternahm er längere Reisen und lehrte ab 1870 Geschichte des Kunstgewerbes an der Berliner Bauakademie und an der Gewerbeakademie als Professor. Auch nach Vereinigung der beiden Akademien zur Technischen Hochschule 1879 führte er seine Lehrtätigkeit bis 1894 fort.
Julius Lessing beteiligte sich am 1867 gegründeten Verein Deutsches Gewerbemuseum zu Berlin, der seit dem 12. Januar 1868 eine Unterrichtsanstalt zusammen mit zwei Sammlungssälen im durch den Verein angemieteten ehemaligen Gropiusschen Diorama an der Ecke Georgenstraße/Stallstraße, der heutigen Universitätsstraße betrieb. Er leitete kommissarisch den Aufbau der Sammlung und war so 1872 verantwortlich für die Ausstellung kunstgewerblicher Arbeiten aus der Kunstkammer, verschiedener Schlösser des Königshauses und aus Privatbesitz unter der Schirmherrschaft des Kronprinzen Friedrich im Berliner Zeughaus. Der Erfolg der Ausstellung war Anlass zur Gründung eines eigentlichen Kunstgewerbemuseums, zunächst unter dem Namen Deutsches Gewerbemuseum als eigene Abteilung neben der Unterrichtsanstalt. Von 1872 bis zu seinem Tod 1908 war Julius Lessing Sammlungsdirektor des Berliner Kunstgewerbemuseums.
In seine langjährige Amtszeit fällt 1885 die Integration des anfänglich privaten Kunstgewerbemuseums in die Königlichen Museen zu Berlin und 1881 der Umzug der Sammlungen in den Neubau des Kunstgewerbemuseums an der Prinz-Albrecht-Straße 7 (heute Niederkirchnerstraße) nach den Plänen der Architekten Martin Gropius und Heino Schmieden. Durch Überweisungen aus königlichem Besitz und gezielte Ankäufe erlangte die Sammlung unter seiner Leitung internationale Bedeutung. Wichtige Erweiterungen waren etwa 1875 die Überweisung von 7.000 Objekten der Kunstkammer, bisher aufbewahrt im Neuen Museum, der Kauf der Glassammlung Guastella 1872 oder des Ratssilbers der Stadt Lüneburg 1874.
Das Ziel des Vereins Deutsches Gewerbemuseum zu Berlin, „dem heimischen Kunstfleiß die Hülfsmittel der Kunst und Wissenschaft zugänglich zu machen“, umfasste neben dem Aufbau der Sammlung auch die Publikation mustergültiger kunstgewerblicher Vorbilder. So verfasste Julius Lessing ab 1888 über zwanzig Hefte in der Reihe Vorbilder-Hefte aus dem Kgl. Kunstgewerbemuseum.

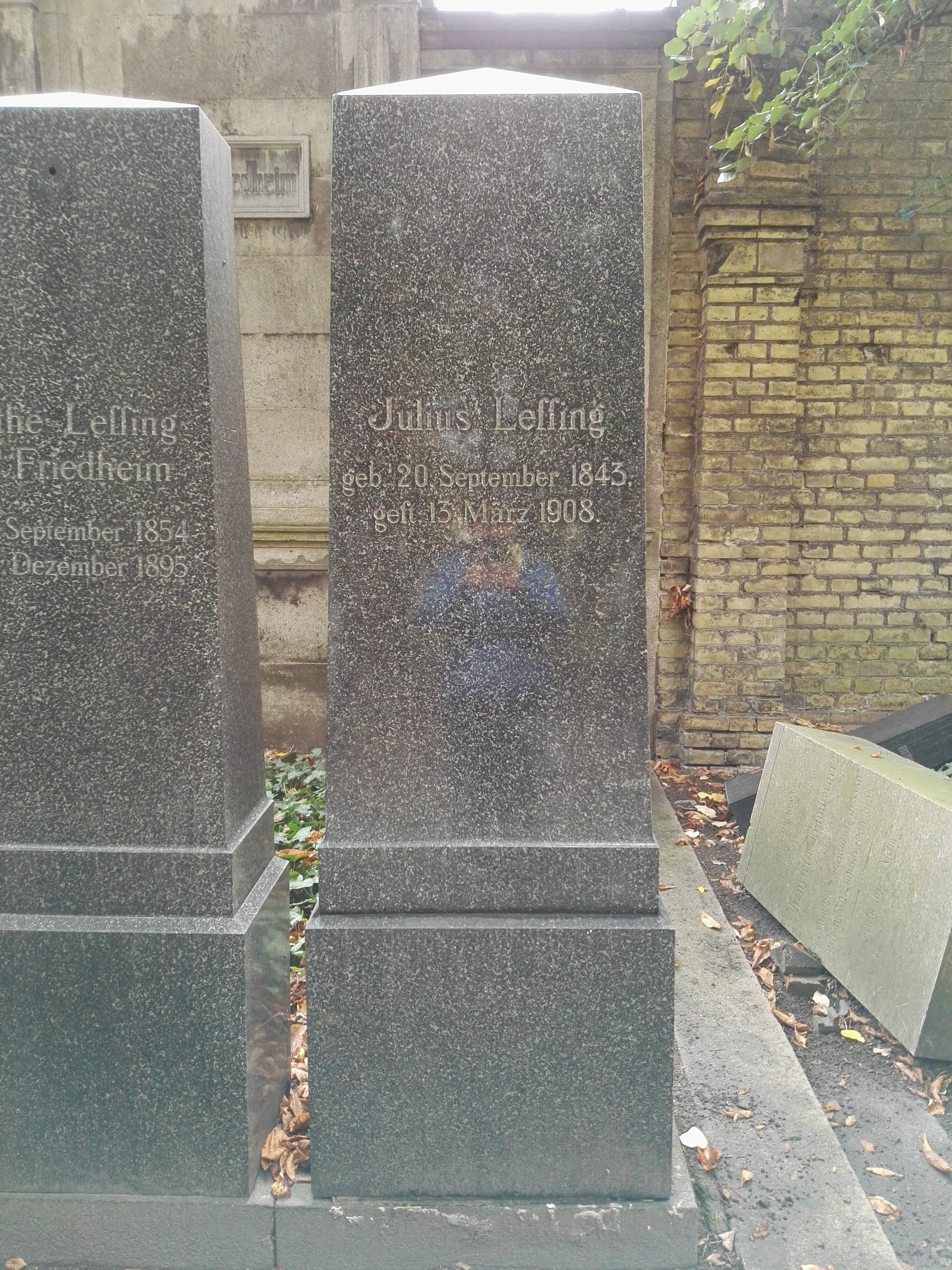
Grabstätte

Julius Lessing liegt auf dem Jüdischen Friedhof Schönhauser Allee begraben.

## Veröffentlichungen (Auswahl)
- Das Kunstgewerbe auf der Wiener Weltausstellung. E. Wasmuth Berlin 1874
- Altorientalische Teppichmuster: Nach Bildern und Originalen des XV.–XVI. Jahrhunderts gezeichnet von Julius Lessing, E. Wasmuth, Berlin 1877 (Neuauflage: Wasmuth 1926)
- Berichte von der Pariser Weltausstellung 1878 . E. Wasmuth Berlin 1878
- Die Silberarbeiten von Antonius Eisenhoit aus Warburg; Lichtdruck von Albert Frisch, Berlin 1879
- Vorbilder-Hefte aus dem Kgl. Kunstgewerbemuseum. E. Wasmuth, Berlin 1888–1905
  - 1: Rahmen Lieferung 1: Italien XV.–XVI. Jahrhundert.
  - 2: Rahmen Lieferung 2: Italien und Deutschland XVI. Jahrhundert.
  - 3: Rahmen Lieferung 3: XVII. Jahrhundert.
  - 4: Rahmen Lieferung 4: Anfang XVIII. Jahrhundert.
  - 5: Stuehle Lieferung 1: XVI.–XVII. Jahrhundert.
  - 6: Stuehle Lieferung 2: XVII.–XIX. Jahrhundert.
  - 7: Kandelaber: XVI.–XVII. Jahrhundert.
  - 8: Gothische Moebel.
  - 10: Oberlichtgitter aus Schmiedeeisen und Verwandtes XVI.–XVIII. Jahrhundert.
  - 11: Persisch-Türkische Fayencen: Teller.
  - 12: Italienische Truhen 15.–16. Jahrhundert.
  - 13: Orientalische Teppiche.
  - 14: Italienische Moebel: XVI. Jahrhundert.
  - 15: Thueren.
  - 17: Moebel des XVII. Jahrhunderts.
  - 18/19: Berliner Porzellan des XVIII. Jahrhunderts.
  - 20: Rahmen Lieferung 5: XVIII. Jahrhundert.
  - 21: Moebel aus der Zeit Louis XVI: Zopfstil.
  - 22: Bronzen des 18. Jahrhunderts
  - 25: Die Wandteppiche aus dem Leben des Erzvaters Jacob.
  - 26: Geräthe aus Edelmetall: XVIII. Jahrhundert.
  - 29: Chinesische Bronzegefässe.
- Das Speisezimmer und andere Festgaben, dargebracht Ihren Kaiserlichen und Königlichen Hoheiten dem Kronprinzen und der Kronprinzessin des Deutschen Reiches und von Preussen bei der Feier der Silberhochzeit am 25. Januar 1883 angefertigt unter Mitwirkung des Königl. Kunstgewerbe-Museums zu Berlin. E. Wasmuth Berlin 1886